# Northeast Grand Prix 2022
Navigation
Édition précédente Édition suivante
La 31e édition du Northeast Grand Prix 2022 (officiellement appelé le 2022 FCP Euro Northeast Grand Prix) a été une course de voitures de sport organisée sur le Lime Rock Park en Connecticut, aux États-Unis, qui s'est déroulée du 15 juillet 2022 au 16 juillet 2022. Il s'agissait de la neuvième manche du championnat WeatherTech SportsCar Championship 2022 et seuls les catégories GTD Pro et GTD de voitures du championnat ont participé à la course.

## Circuit
Le Lime Rock Park est un circuit naturel de sports mécaniques situé à Lime Rock dans le Connecticut aux États-Unis.
Lime Rock est unique parmi les circuits américains professionnels car c'est le seul qui ne possède pas de tribunes ou de gradins. De petites collines à l'intérieur et à l'extérieur de la piste permettent aux spectateurs une bonne visibilité de la piste. Il y règne une atmosphère de pique-nique grâce à l'environnement alentour semblable à un parc. En 2009, le circuit a été inscrit au Registre national des lieux historiques.
Lime Rock Park est un circuit rapide et fluide avec une seule vraie zone de freinage, située dans le virage 1, appelée Big Bend. Le rythme, le dynamisme et la connaissance du circuit sont les clés pour réaliser un tour rapide.

## Qualifications
| Pos. | Classe  | N° | Écurie                         | Pilote                | Temps    | Écart     | Grille |
| 1    | GTD Pro | 9  | Pfaff Motorsports              | Matt Campbell         | 51 s 079 | --        | 1      |
| 2    | GTD Pro | 14 | Vasser-Sullivan Racing         | Jack Hawksworth       | 51 s 097 | + 0 s 018 | 2      |
| 3    | GTD Pro | 25 | BMW Team RLL                   | Connor De Phillippi   | 51 s 227 | + 0 s 148 | 3      |
| 4    | GTD Pro | 23 | Heart of Racing Team           | Ross Gunn             | 51 s 281 | + 0 s 202 | 4      |
| 5    | GTD Pro | 3  | Corvette Racing                | Jordan Taylor         | 51 s 302 | + 0 s 223 | 5      |
| 6    | GTD     | 12 | Vasser-Sullivan Racing         | Frankie Montecalvo    | 51 s 459 | + 0 s 380 | 6      |
| 7    | GTD     | 39 | CarBahn avec Peregrine Racing  | Robert Megennis       | 51 s 465 | + 0 s 386 | 7      |
| 8    | GTD     | 27 | Heart of Racing Team           | Roman De Angelis (en) | 51 s 477 | + 0 s 398 | 8      |
| 9    | GTD     | 96 | Turner Motorsport              | Robby Foley           | 51 s 490 | + 0 s 411 | 9      |
| 10   | GTD     | 32 | Gilbert / Korthoff Motorsports | Stevan McAleer        | 51 s 516 | + 0 s 437 | 10     |
| 11   | GTD     | 57 | Winward Racing                 | Russell Ward (en)     | 51 s 517 | + 0 s 438 | 11     |
| 12   | GTD     | 1  | Paul Miller Racing             | Madison Snow          | 51 s 651 | + 0 s 572 | 12     |
| 13   | GTD     | 51 | Rick Ware Racing               | Aidan Read            | 51 s 741 | + 0 s 662 | 13     |
| 14   | GTD     | 79 | WeatherTech Racing             | Cooper MacNeil        | 52 s 213 | + 1 s 134 | 14     |
| 15   | GTD     | 16 | Wright Motorsports             | Ryan Hardwick         | 52 s 312 | + 1 s 233 | 15     |

## Course

### Classement de la course
Voici le classement officiel au terme de la course.
- Les vainqueurs de chaque catégorie sont signalés par un fond jauni.
- Pour la colonne Pneus, il faut passer le curseur au-dessus du modèle pour connaître le manufacturier de pneumatiques.

| Pos  | Classe  | no | Écurie                         | Pilotes                             | Châssis                                 | Pneus | Tours | Temps               |
| ---- | ------- | -- | ------------------------------ | ----------------------------------- | --------------------------------------- | ----- | ----- | ------------------- |
| Pos  | Classe  | no | Écurie                         | Pilotes                             | Moteur                                  | Pneus | Tours | Temps               |
| 1    | GTD Pro | 9  | Pfaff Motorsports              | Matt Campbell Mathieu Jaminet       | Porsche 911 GT3 R                       | M     | 174   | 2 h 40 min 43 s 134 |
| 1    | GTD Pro | 9  | Pfaff Motorsports              | Matt Campbell Mathieu Jaminet       | Porsche MA1.76/MDG.G 4,0 L Flat-6 Atmo  | M     | 174   | 2 h 40 min 43 s 134 |
| 2    | GTD Pro | 23 | Heart of Racing Team           | Ross Gunn Alex Riberas              | Aston Martin Vantage AMR GT3            | M     | 174   | + 1 s 883           |
| 2    | GTD Pro | 23 | Heart of Racing Team           | Ross Gunn Alex Riberas              | Aston Martin 4,0 L V8 Turbo             | M     | 174   | + 1 s 883           |
| 3    | GTD Pro | 14 | Vasser-Sullivan Racing         | Jack Hawksworth Ben Barnicoat       | Lexus RC F GT3                          | M     | 174   | + 4 s 078           |
| 3    | GTD Pro | 14 | Vasser-Sullivan Racing         | Jack Hawksworth Ben Barnicoat       | Toyota 2UR 5,0 L V8 Atmo                | M     | 174   | + 4 s 078           |
| 4    | GTD     | 1  | Paul Miller Racing             | Bryan Sellers Madison Snow          | BMW M4 GT3                              | M     | 174   | + 8 s 842           |
| 4    | GTD     | 1  | Paul Miller Racing             | Bryan Sellers Madison Snow          | BMW S58B30T0 3,0 L i6 M TwinPower Turbo | M     | 174   | + 8 s 842           |
| 5    | GTD     | 27 | Heart of Racing Team           | Roman De Angelis (en) Maxime Martin | Aston Martin Vantage AMR GT3            | M     | 174   | + 9 s 473           |
| 5    | GTD     | 27 | Heart of Racing Team           | Roman De Angelis (en) Maxime Martin | Aston Martin 4,0 L V8 Turbo             | M     | 174   | + 9 s 473           |
| 6    | GTD     | 39 | CarBahn avec Peregrine Racing  | Robert Megennis Jeff Westphal       | Lamborghini Huracán GT3 Evo             | M     | 174   | + 9 s 532           |
| 6    | GTD     | 39 | CarBahn avec Peregrine Racing  | Robert Megennis Jeff Westphal       | Lamborghini 5,2 L V10 Atmo              | M     | 174   | + 9 s 532           |
| 7    | GTD     | 32 | Gilbert / Korthoff Motorsports | Mike Skeen (en) Stevan McAleer      | Mercedes-AMG GT3 Evo                    | M     | 174   | + 9 s 641           |
| 7    | GTD     | 32 | Gilbert / Korthoff Motorsports | Mike Skeen (en) Stevan McAleer      | Mercedes-Benz M159 6,2 L V8 Atmo        | M     | 174   | + 9 s 641           |
| 8    | GTD     | 57 | Winward Racing                 | Philip Ellis Russell Ward (en)      | Mercedes-AMG GT3 Evo                    | M     | 174   | + 17 s 960          |
| 8    | GTD     | 57 | Winward Racing                 | Philip Ellis Russell Ward (en)      | Mercedes-Benz M159 6,2 L V8 Atmo        | M     | 174   | + 17 s 960          |
| 9    | GTD     | 16 | Wright Motorsports             | Ryan Hardwick Jan Heylen            | Porsche 911 GT3 R                       | M     | 174   | + 22 s 317          |
| 9    | GTD     | 16 | Wright Motorsports             | Ryan Hardwick Jan Heylen            | Porsche MA1.76/MDG.G 4,0 L Flat-6 Atmo  | M     | 174   | + 22 s 317          |
| 10   | GTD     | 79 | WeatherTech Racing             | Jules Gounon Cooper MacNeil         | Mercedes-AMG GT3 Evo                    | M     | 174   | + 33 s 800          |
| 10   | GTD     | 79 | WeatherTech Racing             | Jules Gounon Cooper MacNeil         | Mercedes-Benz M159 6,2 L V8 Atmo        | M     | 174   | + 33 s 800          |
| 11   | GTD     | 12 | Vasser-Sullivan Racing         | Frankie Montecalvo Aaron Telitz     | Lexus RC F GT3                          | M     | 174   | + 40 s 276          |
| 11   | GTD     | 12 | Vasser-Sullivan Racing         | Frankie Montecalvo Aaron Telitz     | Toyota 2UR 5,0 L V8 Atmo                | M     | 174   | + 40 s 276          |
| 12   | GTD Pro | 3  | Corvette Racing                | Antonio García Jordan Taylor        | Chevrolet Corvette C8.R GTD             | M     | 169   | + 5 tours           |
| 12   | GTD Pro | 3  | Corvette Racing                | Antonio García Jordan Taylor        | Chevrolet 5,5 L V8 Atmo                 | M     | 169   | + 5 tours           |
| Abd. | GTD     | 51 | Rick Ware Racing               | Ryan Eversley (en) Aidan Read       | Acura NSX GT3 Evo22                     | M     | 150   |                     |
| Abd. | GTD     | 51 | Rick Ware Racing               | Ryan Eversley (en) Aidan Read       | Acura 3,5 L V6 Turbo                    | M     | 150   |                     |
| Abd. | GTD Pro | 25 | BMW Team RLL                   | Connor De Phillippi John Edwards    | BMW M4 GT3                              | M     | 77    |                     |
| Abd. | GTD Pro | 25 | BMW Team RLL                   | Connor De Phillippi John Edwards    | BMW S58B30T0 3,0 L i6 M TwinPower Turbo | M     | 77    |                     |
| Abd. | GTD     | 96 | Turner Motorsport              | Bill Auberlen Robby Foley           | BMW M4 GT3                              | M     | 33    |                     |
| Abd. | GTD     | 96 | Turner Motorsport              | Bill Auberlen Robby Foley           | BMW S58B30T0 3,0 L i6 M TwinPower Turbo | M     | 33    |                     |

## Pole position et record du tour
- Pole position :  Matt Campbell (#9 Pfaff Motorsports) en 51 s 079
- Meilleur tour en course :  Alex Riberas (#23 Heart of Racing Team) en 52 s 364

## Tours en tête
- no 9 Porsche 911 GT3 R - Pfaff Motorsports : 117 tours (1-42 / 100-174)[3]
- no 12 Lexus RC F GT3 - Vasser-Sullivan Racing : 9 tours (43-51)
- no 14 Lexus RC F GT3 - Vasser-Sullivan Racing : 48 tours (52-99)

## À noter
- Longueur du circuit : 1,474 miles
- Distance parcourue par les vainqueurs : 256,476 miles